# Itaguaçu da Bahia
Itaguaçu da Bahia este un oraș în statul Bahia (BA) din Brazilia.